# YoungBloodZ
Pour les articles homonymes, voir Youngbloods.
Ne doit pas être confondu avec The Youngbloods.
YoungBloodZ est un groupe de hip-hop américain originaire d'Atlanta, en Géorgie. Il se compose des membres J-Bo (né Jeffrey Ray Grigsby le 4 octobre 1977) et de Sean P (né Sean Paul Joseph le 7 mars 1978). Le duo était signé au label LaFace Records.

## Biographie
Sean P et J-Bo, à l'époque deux rappeurs amateurs, se rencontrent au lycée Miller Grove Middle School, abandonnent leurs groupes respectifs, et forment YoungBloodZ ainsi que l'Attic Crew avec quelques amis. Ils publient ensemble leur premier album, Against da Grain le 14 septembre 1999 au label Arista Records, deux ans après leur signature au label en 1997. L'album atteint la 92e place du Billboard 200. Les deux rappeurs sont connus pour des singles comme U-Way (1999) et 85 (2000), en featuring avec Big Boi, membre des OutKast et Chris Streng.
Après trois ans d'absence, ils publient un deuxième album, Drankin' Patnaz, le 12 novembre 2002,. Celui-ci fait mieux que son prédécesseur, atteignant la cinquième place du Billboard 200. Ils bénéficient de l'apport financier et commercial de Jermaine Dupri, alors à ce moment chez Arista, qui leur assure un disque de platine[réf. nécessaire]. Le tube Damn, produit par Lil Jon, reste leur plus grand succès. Plus tard, ils publient leur dernier album en date, Ev'rybody Know Me, le 13 décembre 2005, cette fois au label LaFace Records. L'album ne réussit pas à atteindre le score qu'avait réalisé le précédent album, atteignant la 44e place du Billboard 200. Depuis, Sean P publie un album solo, Hood Anthems, en mai 2007. 
Le groupe annonce un nouvel album, Back From the Liquor Sto. Les premiers singles extraits de l'EP sont intitulés Foolish et She Drank, She Smoke, produits par Rawbeatzz.

## Discographie

### Albums studio
- 1999 : Against da Grain
- 2003 : Drankin' Patnaz
- 2005 : Ev'rybody Know Me

### Compilation
- 2006 : Still Grippin' tha Grain: The Best of